# Joachim Durel
Pour les articles homonymes, voir Durel.
 (novembre 2011).
Joachim Durel, né le 6 janvier 1878 à Toulouse et mort en octobre 1939 à Tunis, est un homme politique français, militant socialiste en Tunisie.

## Biographie
Fils de Jean Auguste Durel, employé, et Rose Hélène Mathilde Lasserre, son épouse, Joachim Christian Durel naît à Toulouse en 1878.
Il présente en 1912 à Toulouse une thèse sur Commodien, un poète latin peut-être originaire d’Arles et qui écrivait en style populaire. Il est également l'auteur de La Sagesse d'Henri Frank, poète juif (1931). Il enseigne comme professeur de lettres classiques au lycée Carnot de Tunis.
Il adhère au socialisme et écrit dans le journal Tunis socialiste. Excellent orateur, il a une grande influence sur le programme de la Section française de l'Internationale ouvrière en Tunisie. Il devient également franc-maçon à la Loge Volonté.
Joachim Durel rejette les revendications du mouvement national tunisien. Selon lui, le socialisme condamne « les mouvements de xénophobie, de fanatisme et de nationalisme indigènes ». Cela ne l'empêche pas de se soucier de l'émancipation des peuples colonisés. Il lutte au début du siècle contre Basilio Couitéas, un grand colon qui avait mis la main sur des terres collectives et parvient à faire intervenir Jean Jaurès. En 1929, intervenant dans une conférence féministe à Tunis, il s'oppose au port du voile islamique. Le nationaliste tunisien Habib Bourguiba critique son point de vue dans L'Étendard tunisien et l'accuse de ne pas rompre avec le colonialisme.
Joachim Durel est aussi le père du syndicalisme en Tunisie puisqu'il dirige l'union des syndicats. Il intervient en mars 1931 au congrès des syndicats de Tunisie affiliés à la Confédération générale du travail française. En 1924, il s'oppose à l'existence de la Confédération générale des travailleurs tunisiens que vient de fonder Mohamed Ali El Hammi.
Renvoyé en France en 1934 par Marcel Peyrouton, résident général de France en Tunisie favorable aux riches colons, il revient en Tunisie en 1937.